# Aleuter

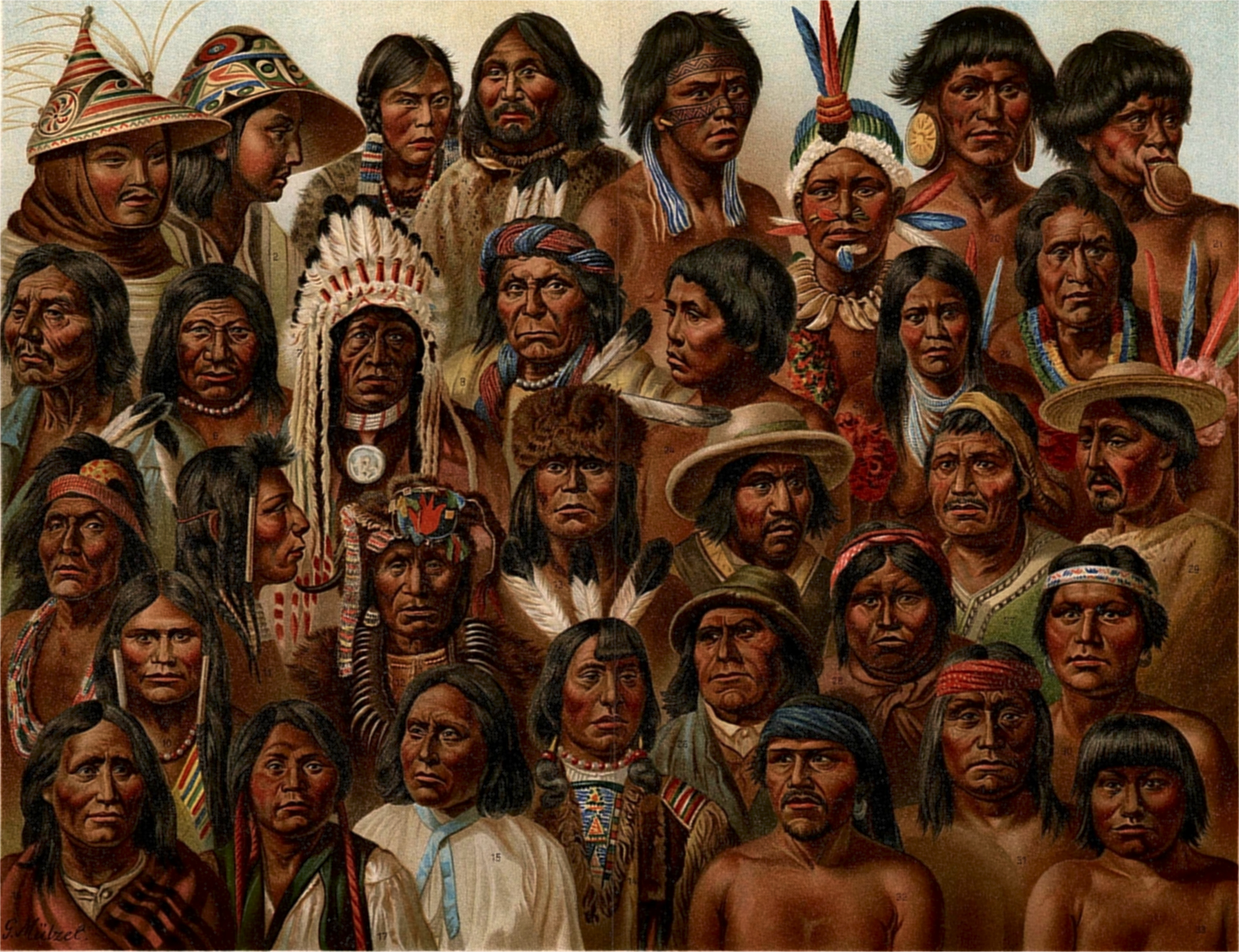
Amerikanska folk, Längst upp till vänster representerar en aleut.

Aleuter (aleutiska: Unangax, unangan eller unanga) är ett folkslag hemmahörande i Alaska (USA) på några av öarna i ökedjan Aleuterna, Pribiloföarna, Shumaginöarna samt i de väsligaste delarna av Alaskahalvön. Det finns även en liten grupp aleuter (540 år 2002) på Kommendörsöarna i östra Ryssland, sedan de deporterats dit under 1800-talets början. Språkligt och kulturellt står de inuiterna nära.
Den etniska populationen är drygt 17 000 (2000). Antalet talare av olika dialekter av aleutiska är betydligt mindre (150 år 2007), där den största förekomsten hittas på Pribiloföarna.
Vid tidpunkten för europeisk kontakt uppskattas aleuternas antal ha varit mellan 20 000 och 25 000. Ryssarna, som kom västerifrån till Alaska, bidrog dock till att kraftigt reducera folkmängden både genom diverse grymheter, masslakt av vilt samt medförande av nya sjukdomar. Ryssarna använde även termen "aleut" för alutiiq/sugpiaq, en av yupiak-grupperna som framför allt bebodde och fortfarande lever i kustområden i södra och sydvästra Alaska. Denna grupp talar ett annat språk och har också andra kulturella särdrag. Detta har skapat en del missförstånd och förväxlingar.

## Hemvist
Även om aleuternas främsta hemvist varit ökedjan Aleuterna så är den inte det idag. I den största staden i ökedjan, Unalaska på ön med samma namn, utgör aleuter drygt 7 procent av den totala befolkningen på strax under 4 300. Istället återfinns idag de största aleut-samhällena på Pribiloföarna i Berings hav, två tämligen isolerade öar norr om Aleuterna och väster om Alaskas fastland. Båda öarna, Saint Paul och Saint George är bebodda med cirka 500 respektive 150 invånare, av vilka närmare 90 procent är aleuter. De hundratalet aleuter som återfinns på Berings ö, Kommendörsöarna, Ryssland härstammar från aleuter som tvångsförflyttats dit från öarna Attu och Atka i de västliga delarna av Aleuterna.

## Kultur
Traditionellt har aleuterna levt av diverse marin jakt, på exempelvis sjölejon och havsutter. Vattnen runtomkring Aleuterna hör till de fiskrikaste i världen. Jakt bedrevs från kajak och jägarna bar vattentäta överkläder tillverkade av tarmarna av sjölejon. Kvinnorna vävde korgar av det så kallade Attu-gräset som växer på öarna. Dessa är kända för sin höga kvalitet och de är så tätt vävda att man kan ha vatten i dem utan att det rinner ut.

## Släktskap
Aleuterna är avlägset besläktade med inuiterna och yupikerna, som brukar benämnas med samlingsbegreppet "eskimåer", varför språket grupperats till den eskimåisk-aleutiska språkfamiljen.